# Portret van een lid van de familie Van der Mersch
Portret van een lid van de familie Van der Mersch is een schilderij van de Nederlandse schilder Cornelis Troost in het Rijksmuseum in Amsterdam.

## Voorstelling
Het stelt een kunst- en muziekliefhebber voor in een studeerkamer. Hij zit aan een tafel met een tekening in zijn hand. Op de tafel is een muziekboek opengeslagen met op de linkerbladzijde het wapen van de familie Van der Mersch en rechts het opschrift ‘Sonata Prima’ boven twee notenbalken. Rechts staat een cello tegen een stoel geleund en links een hemelglobe. Op de achtergrond staat een boekenkast. De schilder heeft de man op een zeer ontspannen en informele manier afgebeeld. Op de schouder van de man ligt bijvoorbeeld wat poeder dat hij gemorst moet hebben toen hij zijn pruik poederde.
Het familiewapen in het muziekboek wijst de geportretteerde aan als lid van de familie Van der Mersch, een doopsgezinde familie uit Amsterdam. Als kandidaat komt in aanmerking de broer van de in 1738 door Troost geportretteerde Pieter van der Mersch, Johannes, die in Engeland woonde en daar ook overleed. In Museum De Fundatie bevindt zich een miniatuur van mogelijk dezelfde man, dat – net als het schilderij – afkomstig is uit Engels privébezit. Daarnaast komt in aanmerking een derde broer, Dirck, geboren in Amsterdam in 1704 en ongehuwd overleden op Oostervecht bij Loenen in 1781.

## Herkomst
Het werk is afkomstig uit de verzameling van G.P. Hunt in Almeley in het Engelse graafschap Herefordshire. Later was het in het bezit van H.L. Talbot, die het naliet aan haar dochter Diana L. Talbot. Op 26 november 1958 werd het voor 2050 pond geveild aan kunsthandel Speelman in Londen tijdens de veiling van de verzameling van de Earl of Anaster et al. (sectie Diana L. Talbot) bij veilinghuis Sotheby's in Londen. Later dat jaar werd het door Speelman voor 2500 pond verkocht aan het Rijksmuseum. Tijdens de renovatie van het Rijksmuseum tussen 2003 en 2013 werd het werk tijdelijk in bruikleen gegeven aan het Rijksmuseum Twenthe in Enschede.